# HD 49643
HD 49643，又名BD-02 1776，SAO 133718、HR 2521，是一颗恒星，视星等为5.74，位于銀經214.71，銀緯-1.52，其B1900.0坐标为赤經6h 44m 14.2s，赤緯-2° -1.52′ 33″。